# Raumfüllende Kurve
Eine raumfüllende Kurve (englisch space-filling curve) ist eine Linie in der Analysis, die eine zweidimensionale Fläche oder einen mehrdimensionalen Raum (beziehungsweise das regelmäßige Gitter, das diese/n Fläche/Raum beschreibt) komplett (surjektiv) durchläuft. Eine solche Kurve kann nicht zugleich bijektiv und stetig sein, da sonst das Einheitsintervall und das Einheitsquadrat die gleiche Dimension hätten (Satz von der Invarianz der Dimension).

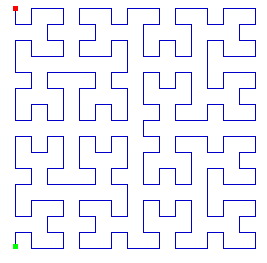
Das Standardbeispiel: die Hilbert-Kurve

Das Akronym FASS-Kurve steht für „space-filling, self-avoiding, simple and self-similar“ (raumfüllend, selbst-ausweichend, einfach und selbstähnlich). FASS-Kurven sind raumfüllend.
Raumfüllende Kurven müssen aber nicht selbst-ausweichend sein, sie können sich auch selbst überkreuzen;
sie müssen auch nicht selbstähnlich sein, so die βΩ-Kurve von Jens-Michael Wierum.
Beispiele für raumfüllende Kurven sind:
- Hilbert-Kurve
- Peano-Kurve
- Gosper-Kurve
- E-Kurve
- Sierpiński-Kurve
- Z-Kurve
- H-Baum